# Chambonas
Chambonas är en kommun i departementet Ardèche i regionen Auvergne-Rhône-Alpes i sydöstra Frankrike. Kommunen ligger  i kantonen Les Vans som ligger i arrondissementet Largentière. År 2022 hade Chambonas 978 invånare.

## Befolkningsutveckling
Antalet invånare i kommunen Chambonas
Referens: INSEE

## Galleri

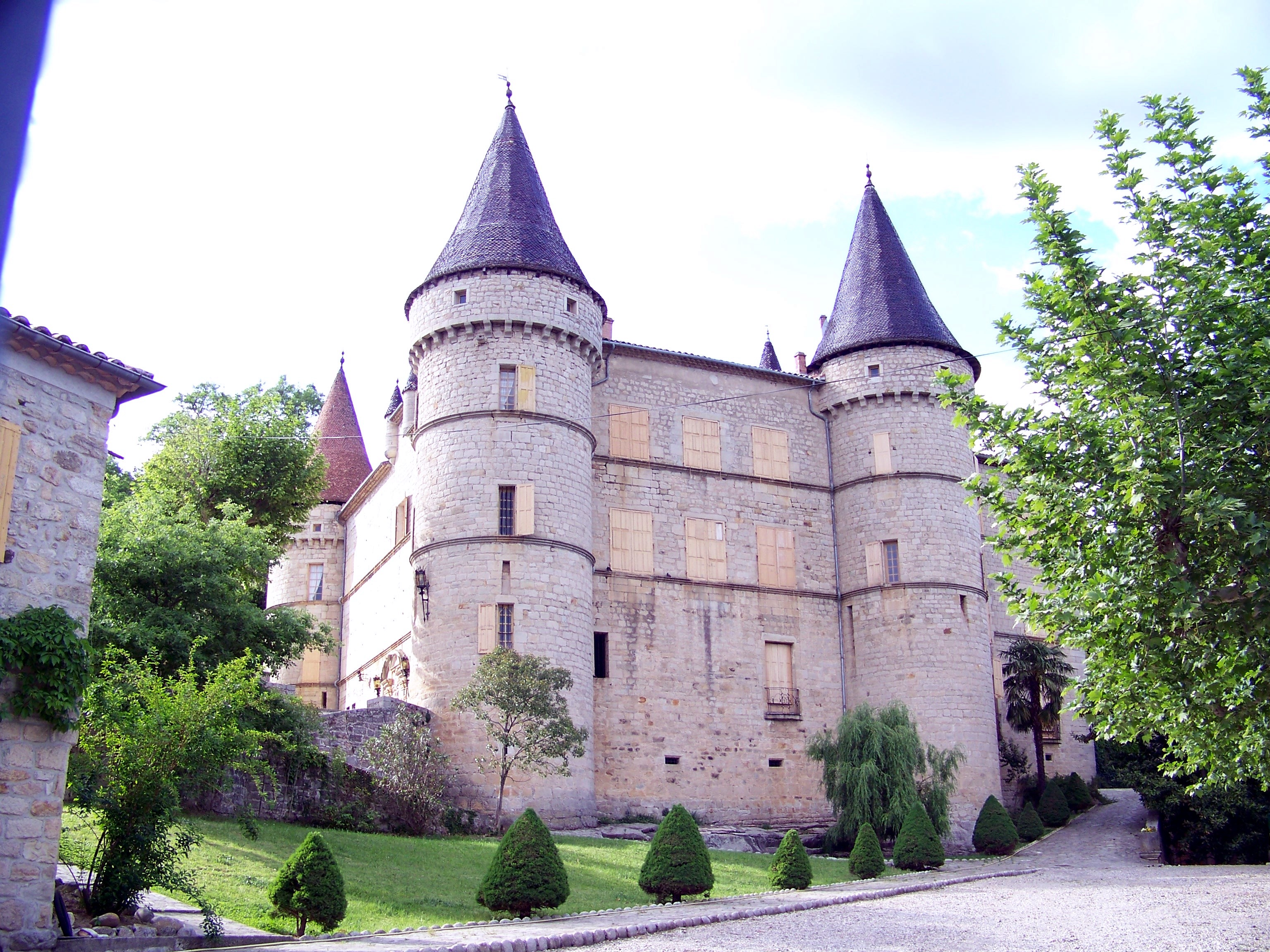
Château de Chambonas
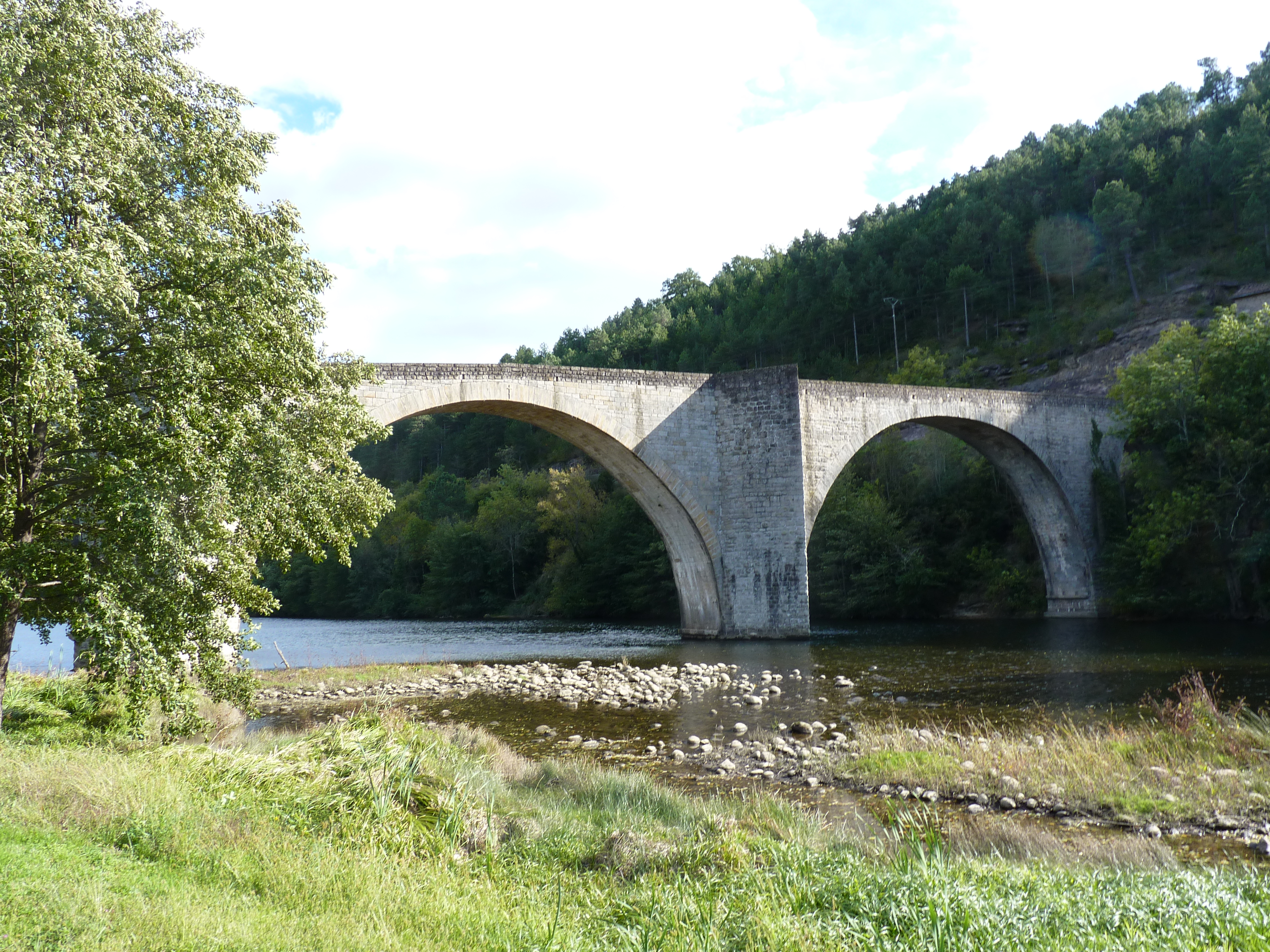
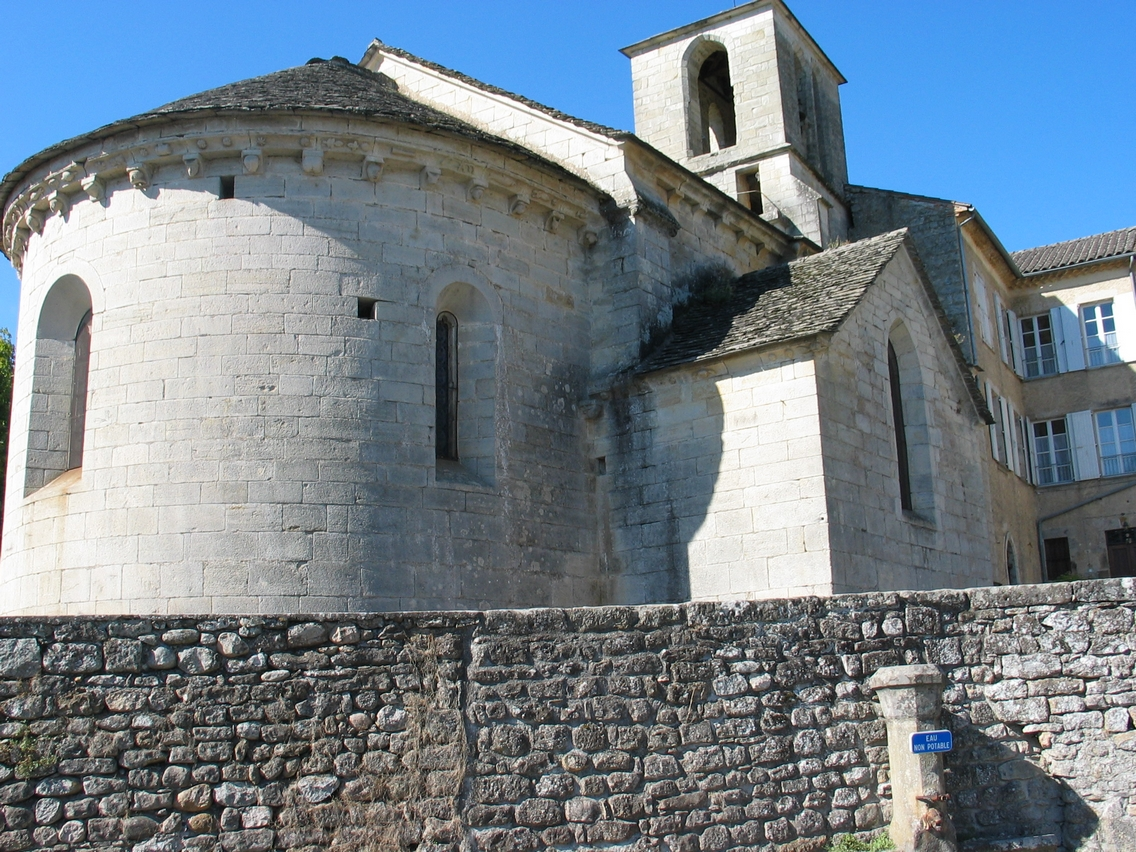
L'église Saint-Martin
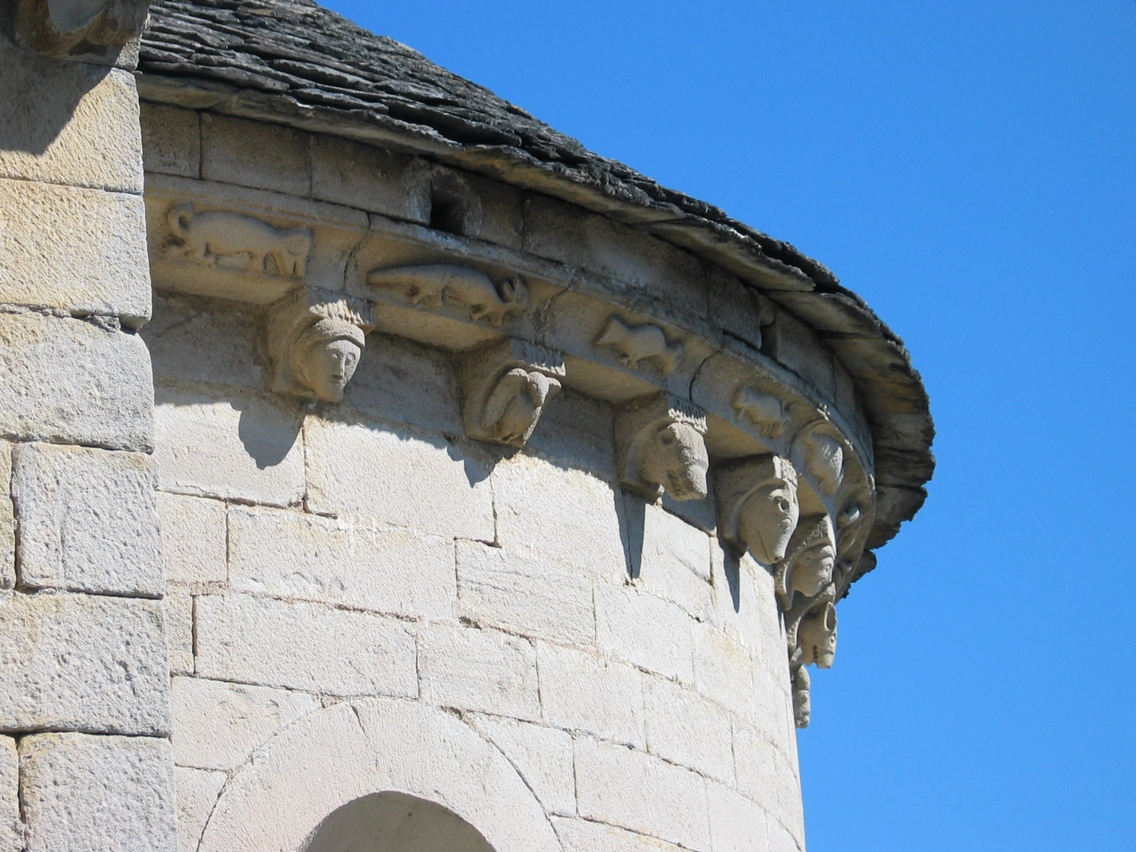
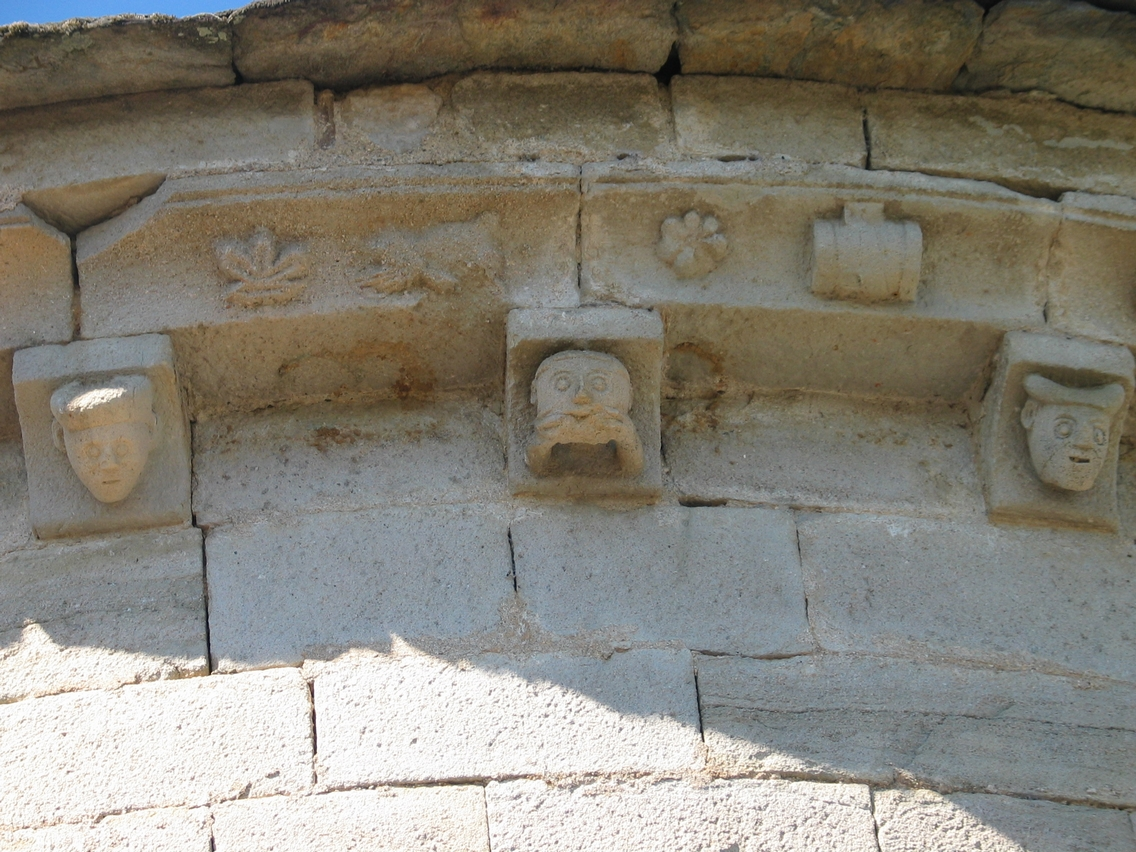
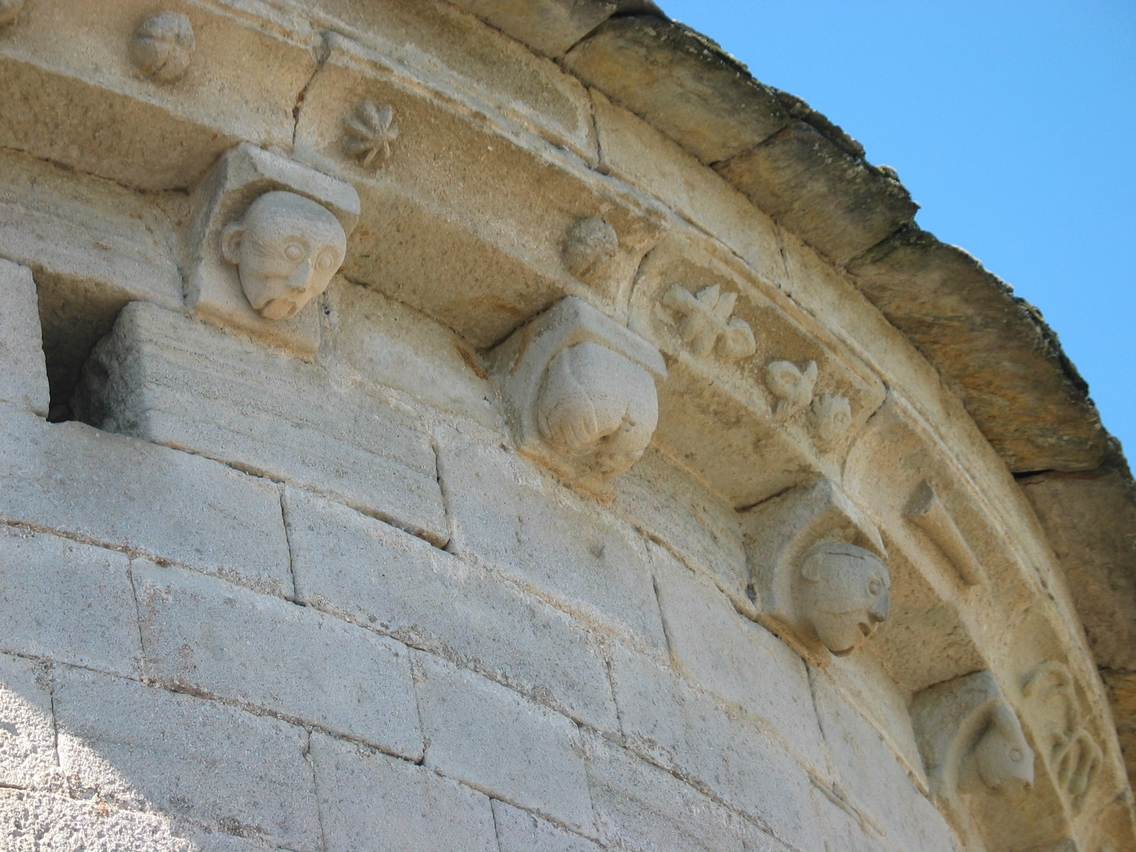